# Lukostřelba na Letních olympijských hrách 1972
Lukostřelba na Letních olympijských hrách 1972 v Mnichově. 

## Medailisté

### Muži
| Kategorie   | Zlato                                        | Stříbro                        | Bronz                          |
| ----------- | -------------------------------------------- | ------------------------------ | ------------------------------ |
| Jednotlivci | John Williams · Spojené státy americké (USA) | Gunnar Jervill · Švédsko (SWE) | Kyösti Laasonen · Finsko (FIN) |

### Ženy
| Kategorie     | Zlato                                           | Stříbro                         | Bronz                                 |
| ------------- | ----------------------------------------------- | ------------------------------- | ------------------------------------- |
| Jednotlivkyně | Doreen Wilberová · Spojené státy americké (USA) | Irena Szydlowská · Polsko (POL) | Emma Gapčenková · Sovětský svaz (URS) |

## Medailové pořadí
| Pořadí | Země                         | Zlato | Stříbro | Bronz | Celkově |
| ------ | ---------------------------- | ----- | ------- | ----- | ------- |
| 1.     | Spojené státy americké (USA) | 2     | 0       | 0     | 2       |
| 2.     | Polsko (POL)                 | 0     | 1       | 0     | 1       |
| 2.     | Švédsko (SWE)                | 0     | 1       | 0     | 1       |
| 4.     | Finsko (FIN)                 | 0     | 0       | 1     | 1       |
| 4.     | Sovětský svaz (URS)          | 0     | 0       | 1     | 1       |
| Celkem | Celkem                       | 2     | 2       | 2     | 6       |